# Salvia benthamiana
Salvia benthamiana là một loài thực vật có hoa trong họ Hoa môi. Loài này được Gardner ex Fielding miêu tả khoa học đầu tiên năm 1843.